# Melchor Ocampo (Campeche)
Melchor Ocampo es una localidad del estado mexicano de Campeche. Es parte del municipio de Campeche.

## Toponimia
El nombre de la localidad rinde homenaje a Melchor Ocampo, político liberal mexicano.

## Demografía
| Gráfica de evolución demográfica |
|                                  |

| Censo | Población |
| ----- | --------- |
| 1990  | 714       |
| 2000  | 1043      |
| 2010  | 983       |
| 2020  | 1137      |